# Список серий телесериала «За гранью возможного»
Список серий американского фантастического телесериала «За гранью возможного», который вышел на экраны США на телеканале ABC в 1960-е годы (2 сезона включали в себя 49 серий, снятых в 1963—1965 годы).
Съёмки сериала были возобновлены через 30 лет, в середине 1990-х годов. Новые серии сериала (7 сезонов, 154 серии, снятые в период с 1995 по 2002 годы) вышли в эфир на американских телеканалах Showtime (1995—2001) и Sci Fi (2002).
В России телесериал (новые серии 1995—2002 годов) был показан на телеканале НТВ под названием «За гранью возможного». В других вариантах перевода также часто встречается название «Внешние пределы».

## 1963—1965

### Сезон 1 (1963—1964)
| № общий | № в сезоне | Название                                                                              | Режиссёр              | Автор сценария                           | Дата премьеры    |
| --- | ---------- | ------------------------------------------------------------------------------------- | --------------------- | ---------------------------------------- | ---------------- |
| 1 | 1          | «The Galaxy Being» «Существо из галактики»                                            | Лесли Стивенс         | Лесли Стивенс                            | 16 сентября 1963 |
| Сотрудник радиостанции Алан Максвелл связывается с помощью трёхмерного радиоприёмника с существом из другой галактики. Вскоре из-за ошибки в передаче сигнала инопланетянин случайно попадает на Землю. Полиция начинает охоту за ним. |            |                                                                                       |                       |                                          |                  |
| 2 | 2          | «The Hundred Days of the Dragon» «Сто дней дракона»                                   | Байрон Хаскин         | Алан Батлер, Роберт Минц                 | 23 сентября 1963 |
| Учёные из Азии изобрели способ изменять физические данные любого человека так, чтобы он стал неотличимо похож на другого. Азиатское правительство использует это открытие с целью захвата Америки. Во время выборов будущего президента США убивают и заменяют его «двойником», который становится президентом. Но дочь убитого вскоре начинает понимать, что у власти стоит не её отец… |            |                                                                                       |                       |                                          |                  |
| 3 | 3          | «The Architects of Fear» «Архитекторы страха»                                         | Байрон Хаскин         | Мейер Долински                           | 30 сентября 1963 |
| Далёкое будущее. Мир стоит на грани ядерной войны. Чтобы не допустить апокалипсиса, учёные связываются с инопланетной цивилизацией. Они просят инопланетян сымитировать вторжение на Землю, чтобы её население объединилось против захватчиков. |            |                                                                                       |                       |                                          |                  |
| 4 | 4          | «The Man with the Power» «Человек, обладающий силой»                                  | Ласло Бенедек         | Джером Росс                              | 7 октября 1963   |
| Однажды преподаватель одного из университетов изобретает устройство, способное помочь человеку управлять объектами силой мысли. Этим заинтересовываются спецслужбы, которые хотят использовать это изобретение в своих целях. Но сам профессор против этого эксперимента… |            |                                                                                       |                       |                                          |                  |
| 5 | 5          | «The Sixth Finger» «Шестой палец»                                                     | Джеймс Голдстоун      | Эллис Ст. Джозеф                         | 14 октября 1963  |
| Безумный учёный-генетик проводит эксперимент, в ходе которого превращает обычного человека в монстра. Этот монстр, наделённый огромным интеллектом и сверхспособностями, становится опасным для других людей. |            |                                                                                       |                       |                                          |                  |
| 6 | 6          | «The Man Who Was Never Born» «Человек, который никогда не рождался»                   | Леонард Хорн          | Энтони Лоуренс                           | 28 октября 1963  |
| Астронавт Джозеф Рердон, возвратившись после космического полёта на Землю, обнаруживает, что вся жизнь на планете уничтожена. Он встречает последнее выжившее существо — человека по имени Андро, который рассказывает, что всемирная катастрофа произошла из-за одного учёного, жившего в прошлом. Рердон и Андро отправляются в прошлое, чтобы помешать учёному уничтожить мир.        |            |                                                                                       |                       |                                          |                  |
| 7 | 7          | «O. B. I. T.» «Р. Э. К. В. И. Э. М.»                                                  | Герд Освальд          | Мейер Долински                           | 4 ноября 1963    |
| В исследовательской лаборатории правительства США установили новую систему безопасности. Позже оказалось, что система воздействует на сознание работающих в лаборатории людей, меняя их поведение. Кроме того, становится известно об исчезновении администратора научного центра. Сенатор Орвилл берётся за расследование дела…                                                         |            |                                                                                       |                       |                                          |                  |
| 8 | 8          | «The Human Factor» «Человеческий фактор»                                              | Абнер Биберман        | Дэвид Дункан                             | 11 ноября 1963   |
| Профессор, работающий на военной базе, изобретает устройство, с помощью которого можно читать мысли других людей. В это время офицер этой базы, потеряв в результате несчастного случая одного из своих солдат, теряет контроль над рассудком. Он собирается взорвать ядерную бомбу, хранящуюся на базе. Профессор пытается остановить его.                                              |            |                                                                                       |                       |                                          |                  |
| 9 | 9          | «Corpus Earthlink» «Кодекс землянина»                                                 | Герд Освальд          | Орин Борстен, Луи Шарбоннэ               | 18 ноября 1963   |
| На Землю попадают неизвестные инопланетные существа, которые могут подчинять себе разум людей. Пользуясь этой способностью, они собираются захватить Землю, а потом уничтожить её. Один учёный, сотрудник геологической лаборатории, сумел раскрыть замыслы инопланетян. Проблема в том, что он единственный, кто знает о планах существ…                                                |            |                                                                                       |                       |                                          |                  |
| 10 | 10         | «The Nightmare» «Кошмар»                                                              | Джон Эрман            | Джозеф Стефано                           | 2 декабря 1963   |
| Инопланетная цивилизация совершает нападение на Землю. На враждебную планету посылают группу земных солдат, однако пришельцы перехватывают их и берут в плен. Позже солдаты узнают, что нападение на Землю было инсценировано и что за всем этим стоит их командование… |            |                                                                                       |                       |                                          |                  |
| 11 | 11         | «It Crawled Out Of The Woodwork» «Выползшее из деревянных вещей»                      | Герд Освальд          | Джозеф Стефано                           | 9 декабря 1963   |
| Стюарт устраивается научным сотрудником в исследовательский центр. Через какое-то время становится известно, что в лабораториях центра появилось загадочное смертоносное существо и что его директор как-то связан с этим. Полиция начинает расследование… |            |                                                                                       |                       |                                          |                  |
| 12 | 12         | «The Borderland» «Пограничная полоса»                                                 | Лесли Стивенс         | Лесли Стивенс                            | 16 декабря 1963  |
| Группа учёных сконструировала устройство, с помощью которого можно изменять свойства материи, а также связываться с параллельным миром. Миллионер Дуайт Хартли, узнав об открытии, попросил учёных помочь ему встретиться со своим умершим сыном. Физики соглашаются, и эксперимент начинается…                                                                                          |            |                                                                                       |                       |                                          |                  |
| 13 | 13         | «Tourist Attraction» «Достопримечательность»                                          | Ласло Бенедек         | Дин Райзнер                              | 23 декабря 1963  |
| Исследователям из Южной Америки удалось поймать необычное существо. Теперь они собираются использовать его как достопримечательность для туристов. Однако всё пошло несколько не так, как планировалось… |            |                                                                                       |                       |                                          |                  |
| 14 | 14         | «The Zanti Misfits» «Зантийские подонки»                                              | Леонард Хорн          | Джозеф Стефано                           | 30 декабря 1963  |
| Цивилизация с другой планеты посылает на Землю космический корабль с преступниками. После приземления инопланетяне совершают побег. |            |                                                                                       |                       |                                          |                  |
| 15 | 15         | «The Mice» «Мыши»                                                                     | Алан Кросланд младший | Билл С. Баллинджер, Джозеф Стефано       | 6 января 1964    |
| В результате эксперимента, проводимого между землянами и пришельцами, гибнет один из земных учёных. Земляне узнают, что этот эксперимент служил лишь прикрытием для планов инопланетян по захвату их планеты… |            |                                                                                       |                       |                                          |                  |
| 16 | 16         | «Controlled Experiment» «Управляемый эксперимент»                                     | Лесли Стивенс         | Лесли Стивенс                            | 13 января 1964   |
| Инопланетяне с помощью устройства, способного влиять на ход времени, изучают преступления, совершаемые на Земле. Однажды они случайно вмешались в одно из таких преступлений… |            |                                                                                       |                       |                                          |                  |
| 17 | 17         | «Don’t Open Till Doomsday» «Не открывать до Судного Дня»                              | Герд Освальд          | Джозеф Стефано                           | 20 января 1964   |
| На свадебной церемонии молодая пара получает необычный подарок — конверт со странной надписью. Сразу после этого молодожёны куда-то исчезают, но много лет спустя вновь появляются. Оказывается, что с похищением людей связан тот самый конверт… |            |                                                                                       |                       |                                          |                  |
| 18 | 18         | «ZZZZZ» «ЗЗЗЗЗ»                                                                       | Джон Брахм            | Мейер Долински                           | 27 января 1964   |
| В лаборатории учёного-энтомолога появляется новая сотрудница. Профессор, принявший девушку на работу, не подозревает, кто она самом деле… |            |                                                                                       |                       |                                          |                  |
| 19 | 19         | «The Invisibles» «Невидимки»                                                          | Герд Освальд          | Джозеф Стефано                           | 3 февраля 1964   |
| Неизвестная организация создаёт существ, способных контролировать человеческий разум. С их помощью эта организация планирует захватить власть над миром. Руководители организации вербуют троих человек, чтобы те заражали существами других людей. Правда, один из этой группы оказывается агентом ЦРУ…                                                                                 |            |                                                                                       |                       |                                          |                  |
| 20 | 20         | «The Bellero Shield» «Щит Беллеро»                                                    | Джон Брахм            | Джозеф Стефано, Лу Морхейм               | 10 февраля 1964  |
| На Землю из далёкой звёздной системы прибывает инопланетянин. Он неуязвим для земного оружия, поскольку имеет при себе щит, создающий вокруг силовое поле. Жена учёного-физика пытается разгадать технологию это щита, но при этом случайно убивает пришельца… |            |                                                                                       |                       |                                          |                  |
| 21 | 21         | «The Children of Spider County» «Дети Графства Паука»                                 | Леонард Хорн          | Энтони Лоуренс                           | 17 февраля 1964  |
| Однажды в одном из районов США куда-то бесследно исчезают несколько человек. Спецслужбы начинают расследование, и тут выясняются некоторые подробности этого исчезновения… |            |                                                                                       |                       |                                          |                  |
| 22 | 22         | «Specimen: Unknown» «Тип: неизвестный»                                                | Герд Освальд          | Стефен Лорд                              | 24 февраля 1964  |
| Астронавты на земной орбите находят странное существо, которое привозят с собой на Землю. Однако здесь оно начинает размножаться с угрожающей быстротой… |            |                                                                                       |                       |                                          |                  |
| 23 | 23         | «Second Chance» «Второй шанс»                                                         | Пол Стенли            | Соня Робертс, Лоу Морхейм                | 2 марта 1964     |
| Пришелец с другой планеты заманивает несколько человек внутрь космического корабля. Там людям ставят странное условие: могущественная инопланетная цивилизация собирается захватить Землю, и только они могут спасти свою планету от нашествия. |            |                                                                                       |                       |                                          |                  |
| 24 | 24         | «Moonstone» «Лунный камень»                                                           | Роберт Флорей         | Уильям Баст, Лу Морхейм                  | 9 марта 1964     |
| Группа учёных, работающих на лунной базе, находят неизвестный организм. Позже оказывается, что это инопланетянин, который сбежал со своей родной планеты. За пришельцем ведётся охота, и исследователи пытаются защитить его… |            |                                                                                       |                       |                                          |                  |
| 25 | 25         | «The Mutant» «Мутант»                                                                 | Алан Кросланд младший | Алан Батлер, Роберт Минтц                | 16 марта 1964    |
| В исследовательском центре, расположенном на неизвестной планете, происходят загадочные вещи. Люди, работающие здесь, находятся в постоянном страхе. Прибывший на планету астронавт с Земли пытается выяснить, что же на самом деле происходит в лаборатории… |            |                                                                                       |                       |                                          |                  |
| 26 | 26         | «The Guests» «Гости»                                                                  | Пол Стенли            | Дональд С. Санфорд                       | 23 марта 1964    |
| Молодой человек по имени Уэйд Нортон находит умирающего старика, однако ничем не может помочь ему. В кармане его одежды Нортон находит часы с изображением женщины. Не понимая, в чём дело, парень находит старый дом и просит хозяев помочь ему. Нортон ещё не знает, какую тайну скрывает это здание…                                                                                  |            |                                                                                       |                       |                                          |                  |
| 27 | 27         | «Fun and Games» «Забавы и Игры»                                                       | Герд Освальд          | Роберт Шпехт, Джозеф Стефано             | 30 марта 1964    |
| Инопланетяне предлагают двум людям спасти Землю от череды глобальных катастроф. Правда, при этом они ставят перед землянами довольно странные условия… |            |                                                                                       |                       |                                          |                  |
| 28 | 28         | «The Special One» «Специальный»                                                       | Герд Освальд          | Оливер Кроуфорд                          | 6 апреля 1964    |
| Родители вундеркинда Кенни обеспокоены тем, что их сына и других детей обучает некий правительственный агент. Позже отец мальчика узнаёт, что этот «агент» — инопланетянин, использующий одарённых детей в своих планах по захвату Земли. |            |                                                                                       |                       |                                          |                  |
| 29 | 29         | «A Feasibility Study» «Проверка на выживаемость»                                      | Байрон Хаскин         | Джозеф Стефано                           | 13 апреля 1964   |
| Однажды ночью инопланетяне похитили всех жителей небольшого городка и переместили их на свою планету. Они хотят проверить выживаемость людей в новых условиях, чтобы затем поработить всё человечество… |            |                                                                                       |                       |                                          |                  |
| 30 | 30         | «Production and Decay of Strange Particles» «Производство и распад незнакомых частиц» | Лесли Стивенс         | Лесли Стивенс                            | 20 апреля 1964   |
| В научно-исследовательской лаборатории учёные изучают элементарные частицы. В ходе одного из экспериментов реакция выходит из-под контроля, и учёные уже не могут её остановить… |            |                                                                                       |                       |                                          |                  |
| 31 | 31         | «The Chameleon» «Хамелеон»                                                            | Герд Освальд          | Роберт Тауни, Джозеф Стефано, Лу Морхейм | 27 апреля 1964   |
| Однажды где-то на территории США разбился инопланетный корабль. Спецслужбы посылают к месту крушения своего агента, чтобы тот разобрался в случившемся. |            |                                                                                       |                       |                                          |                  |
| 32 | 32         | «The Forms of Things Unknown» «Формы неведомых вещей»                                 | Герд Освальд          | Джозеф Стефано                           | 4 мая 1964       |
| Учёный-изобретатель Тон Хобарт создаёт устройство, способное возвращать прошлое и поворачивать время вспять. Он использует своё изобретение, чтобы вернуть к жизни убитого накануне человека. Однако Хобарт начинает понимать, что ему не следовало делать этого… |            |                                                                                       |                       |                                          |                  |

### Сезон 2 (1964—1965)
| № общий | № в сезоне | Название                                                       | Режиссёр         | Автор сценария                       | Дата премьеры    |
| --- | ---------- | -------------------------------------------------------------- | ---------------- | ------------------------------------ | ---------------- |
| 33 | 1          | «Soldier» «Солдат»                                             | Герд Освальд     | Харлан Эллисон                       | 19 сентября 1964 |
| Будущее. Началась очередная мировая война. Двое солдат, попав под атаку энергетического луча, переносятся в прошлое. Здесь во вражду между ними оказывается втянут ещё один человек… |            |                                                                |                  |                                      |                  |
| 34 | 2          | «Cold Hands, Warm Heart» «Холодные руки и горячее сердце»      | Чарльз Хаас      | Дэниел Уллман                        | 26 сентября 1964 |
| Во время космического полёта корабль астронавта Джефферсона Бартона атакуют инопланетяне. По возвращении на Землю у Бартона начинаются странные мутации… |            |                                                                |                  |                                      |                  |
| 35 | 3          | «Behold, Eck!» «Смотри, Эк!»                                   | Байрон Хаскин    | Джон Мантли, Уильям Кокс             | 3 октября 1964   |
| Доктор Роберт Стоун изобретает специальные очки для своих пациентов. Вскоре он сталкивается с существом из другого измерения, увидеть которое можно только в этих очках. Существо просит Стоуна помочь ему… |            |                                                                |                  |                                      |                  |
| 36 | 4          | «Expanding Human» «Развитие человека»                          | Герд Освальд     | Френсис Кокрелл                      | 10 октября 1964  |
| Профессор Питер Уэйн встревожен, когда услышал, что его университетский коллега, доктор Рой Клинтон, совершает запрещённые эксперименты с наркотиком с группой учащихся. Когда один из студентов умирает, профессор Уэйн расследует действия Клинтона и обнаруживает, что у роста сознания могут быть мощные и опасные последствия. |            |                                                                |                  |                                      |                  |
| 37 | 5          | «Demon with a Glass Hand» «Демон со стеклянной рукой»          | Байрон Хаскин    | Харлан Эллисон                       | 17 октября 1964  |
| Человеку по имени Трент было пересажено устройство, на котором хранится неизвестная ему и очень важная информация. За Трентом ведут охоту инопланетяне, пытающиеся завладеть этим устройством. Трент не подозревает, что будущее человечества находится в его руках…                                                                |            |                                                                |                  |                                      |                  |
| 38 | 6          | «Cry of Silence» «Крик тишины»                                 | Чарльз Хаас      | Роберт Деннис, Луи Шарбонне          | 24 октября 1964  |
| Супружеская пара, путешествуя на автомобиле, оказывается в неизвестной долине. Вскоре они узнают, что в этой местности происходят загадочные явления, и пытаются разгадать их причину… |            |                                                                |                  |                                      |                  |
| 39 | 7          | «The Invisible Enemy» «Невидимый враг»                         | Байрон Хаскин    | Джерри Сол                           | 31 октября 1964  |
| Космическая экспедиция, предпринятая для исследования одной из экзопланет, оканчивается неудачей: космонавты погибают при загадочных обстоятельствах. Через какое-то время учёные отправляют на планету вторую экспедицию, чтобы разобраться в причинах гибели космонавтов…                                                         |            |                                                                |                  |                                      |                  |
| 40 | 8          | «Wolf 359» «Волк 359»                                          | Ласло Бенедек    | Силег Лестер, Ричард Ландау          | 7 ноября 1964    |
| Профессор Джонатан Мередит создаёт в своей лаборатории копию планеты, расположенной далеко за пределами Солнечной системы. Неожиданно для учёного на созданной им планете начинает зарождаться жизнь… |            |                                                                |                  |                                      |                  |
| 41 | 9          | «I, Robot» «Я, Робот»                                          | Леон Бенсон      | Роберт С. Деннис, Отто Биндер        | 14 ноября 1964   |
| На суде робота по имени Адам Линк обвиняют в убийстве профессора, создавшего его. Однако позже выясняется, что учёный сам виноват в собственной гибели… |            |                                                                |                  |                                      |                  |
| 42 | 10         | «The Inheritors Part I» «Наследники часть 1»                   | Джеймс Голдстоун | Силег Лестер, Сэм Ньюман, Эд Адамсон | 21 ноября 1964   |
| Четверо военных офицеров участвуют в секретном эксперименте. Детектив Адам Баллард предполагает, что этот эксперимент задуман внеземной цивилизацией, пытающейся захватить Землю. Он начинает своё расследование. |            |                                                                |                  |                                      |                  |
| 43 | 11         | «The Inheritors Part II» «Наследники часть 2»                  | Джеймс Голдстоун | Силег Лестер, Сэм Ньюман, Эд Адамсон | 28 ноября 1964   |
| Детектив Баллард продолжает расследование. Через какое-то время он узнаёт неожиданные подробности эксперимента, устроенного инопланетянами… |            |                                                                |                  |                                      |                  |
| 44 | 12         | «Keeper of the Purple Twilight» «Хранитель фиолетовых сумерек» | Чарльз Хаас      | Милтон Краймс, Стивен Лорд           | 5 декабря 1964   |
| Профессор Эрик Пламмер заключает сделку с инопланетянином по имени Икар: в обмен на знания пришельца он наделяет того способностью ощущать земные чувства (любовь, надежду и т. д.). В итоге Пламмер создаёт новое и опасное оружие, а за Икаром начинается охота…                                                                  |            |                                                                |                  |                                      |                  |
| 45 | 13         | «The Duplicate Man» «Копия человека»                           | Герд Освальд     | Роберт Деннис, Клиффорд Саймак       | 19 декабря 1964  |
| В одной из своих лабораторий известный учёный однажды запер пришельца из космоса. Через какое-то время инопланетянину удалось сбежать. Чтобы поймать его, профессор создаёт собственного клона. |            |                                                                |                  |                                      |                  |
| 46 | 14         | «Counterweight» «Противовес»                                   | Пол Стенли       | Милтон Краймс, Джерри Сол            | 26 декабря 1964  |
| Шестеро человек соглашаются стать участниками научного эксперимента, в ходе которого они отправляются в космический полёт. Однако кто-то вмешивается в этот эксперимент, и он начинает идти совсем по другому сценарию… |            |                                                                |                  |                                      |                  |
| 47 | 15         | «The Brain of Colonel Barham» «Мозг Полковника Бархэма»        | Чарльз Хаас      | Милтон Краймс, Джерри Сол            | 2 января 1965    |
| Американские учёные собираются запустить к Марсу пилотируемый космический аппарат, но единственный пилот корабля неожиданно погибает. Однако полёт к Марсу должен состояться, и учёные решаются на рискованный эксперимент… |            |                                                                |                  |                                      |                  |
| 48 | 16         | «The Premonition» «Предупреждение»                             | Герд Освальд     | Сэм Роека, Айб Мелхиор               | 9 января 1965    |
| Пилот исследовательского самолёта и его жена попадают в ловушку во времени. Там супруги узнают, что их дочь вскоре должна погибнуть в результате несчастного случая… |            |                                                                |                  |                                      |                  |
| 49 | 17         | «The Probe» «Зонд»                                             | Феликс Фейст     | Силег Лестер, Сэм Ньюман             | 16 января 1965   |
| Самолёт, летящий в Токио, попадает в сильный шторм и терпит крушение. Пассажиры и пилот самолёта, придя в себя, обнаруживают, что находятся внутри какого-то устройства. Они пытаются выбраться оттуда, но сталкиваются с некоторыми трудностями…                                                                                   |            |                                                                |                  |                                      |                  |

## 1995—2002

### Сезон 1 (1995)
| № общий | № в сезоне | Название                                                   | Режиссёр        | Автор сценария                                          | Дата премьеры   |
| --- | ---------- | ---------------------------------------------------------- | --------------- | ------------------------------------------------------- | --------------- |
| 12 | 12         | «The Sandkings» «Песчаные короли»                          | Стюарт Джиллэрд | Мелинда Снодгрэсс (основано на новелле Джорджа Мартина) | 26 марта 1995   |
| Доктор Саймон Крисс, работая на правительство, проводит исследования марсианской жизни, которые завершаются, потому что один из его образцов попадает в естественную среду. Тем не менее Крисс не согласен с завершением и продолжает эксперименты в своём сарае. Он твёрдо верит, что исследуемые им виды насекомых на самом деле разумны. Он крадёт немного песка из своей лаборатории, содержащего марсианские яйца, и создаёт из подручных средств инкубатор, в котором вылупляются марсианские формы жизни. В то же время у Крисса начинается разлад с женой из-за финансовых проблем, его одержимости работой и стрессом, вызванным сокрытием похищенных насекомых от своих прежних руководителей. Саймон начинает верить, что он бог для своих Песчаных Королей, когда они начинают строить песчаные структуры, напоминающие его лицо. После того, как его укусило одно из подопытных насекомых, одержимость Саймона возрастает. Крисс отчуждает свою жену, сына, отца и убивает своего бывшего руководителя, бросив его в инкубатор, где существа быстро того съедают, оголодав от очередного эксперимента Саймона. В конце концов, Крисс пытается уничтожить всех Песчаных Королей, но терпит неудачу. В эпилоге эпизода колония насекомых выживает в сотне метров в лесу. |            |                                                            |                 |                                                         |                 |
| 3 | 3          | «Valerie 23» «Валери 23»                                   | Тимоти Бонд     | Джонатан Глэсснер                                       | 31 марта 1995   |
| «Валери 23» — новейшая разработка Innobotics Corporation. Она предназначена быть привлекательным, полезным и идеальным компаньоном для человека-инвалида. Фрэнк Хеллнер, являющийся идеальным кандидатом для тестирования, не хочет иметь ничего общего с Валери и крайне неохотно идёт на недельный эксперимент. Валери оказывается отличным помощником и выполняет много других функций. В ходе тестирования Валери становится всё более ласковой, и Фрэнк в конечном итоге спит с ней. После случившегося Хэллнер объясняет Валери, что это была ошибка. Фрэнк начинает сближаться со своим физиотерапевтом Рэйчел, и та приглашает его в бар. Валери в ответ проявляет всё больше человеческих черт, таких как гнев и зависть. После скалолазной прогулки Фрэнка и Рэйчел Валери пытается устранить свою соперницу, и её отключают, прежде чем отвезти обратно в Innobotics. Хэллнер решает, что он должен поговорить с Валери, прежде чем она будет демонтирована, и просит её включить. Во время нахождения в Innobotics, Валери пытается объясниться в своих чувствах к Фрэнку и восстановить отношения, но безрезультатно. Валери убегает, преследует Фрэнка и снова пытается убить Рэйчел. Хэллнер вынужден убить Валери электрическим током. Умирая, она говорит ему, что боится умереть. Ранее Рэйчел сказала Фрэнку, что живым можно считать того, кто боится смерти. |            |                                                            |                 |                                                         |                 |
| 4 | 4          | «Blood Brothers» «Братья по крови»                         | Тайбор Тэкэкс   | Брэд Райт                                               | 7 апреля 1995   |
| Кэмерон Дейтон при жизни имел болезнь Хантингтона. Два его сына, Майкл и Спенсер, возможно, унаследовали ген, ответственный за эту болезнь. Спенсер решает не проверяться. Майкл утверждает, что проверялся и результат отрицательный. Спенсер разрабатывает лекарства от серьёзных заболеваний, в то время как Майкл работает над более прибыльными препаратами, такими как «Иерихон», используемый для подавления беспорядков. Спенсер вступает в романтические отношения с репортёром Тришей и делает прорыв в разработке чудодейственного лекарства «Дейтон Си», способного вылечить практически любое заболевание. Он решает объявить об этом и сделать разработку доступной по всему миру для дальнейших исследований. Майкл не согласен с этим и хочет сохранить лекарство в тайне. Когда Карл, научный сотрудник Спенсера, пытается вынести лекарство из лаборатории, Майкл убивает его с помощью системы биологической защиты, а затем таким же способом пытается убить Спенсера и Тришу. Но те спасаются и узнают, что Майкл сделал себе инъекцию препарата — на самом деле у него был ген болезни Хантингтона. Впоследствии оказалось, что побочные эффекты «Дейтона Си» катастрофичны. |            |                                                            |                 |                                                         |                 |
| 5 | 5          | «Second Soul» «Вторая душа»                                | Пол Линч        | Аллан Бреннерт                                          | 14 апреля 1995  |
| Вымирающая раса инопланетян прилетела на Землю, чтобы остановить своё вымирание… восстанавливаясь в человеческих трупах. Но правительственный агент чувствует, что здесь кроется что-то большее, чем просто выживание. |            |                                                            |                 |                                                         |                 |
| 6 | 6          | «White Light Fever» «Лихорадка белого света»               | Тайбор Тэкэкс   | Дэвид Кемпер                                            | 21 апреля 1995  |
| Сердце Хэрлэна Хоукса подводит его в очередной раз, и он видит тоннель света. Его личный врач, доктор МакИнирни, вовремя того реанимирует. Таинственная синяя энергия появляется около тела Хоукса и перемещается в электрические системы госпиталя. Хотя Хэрлэн всё ещё жив, его сердце сильно повреждено и он нуждается в пересадке искусственного, которое разрабатывает МакИнирни на деньги Хэрлэна. Хоукс угрожает прикрыть финансирование проекта, если он не будет перемещён в начало очереди на пересадку. Это ставит доктора в трудное моральное положение. Остановка финансирования проекта означала бы потерю технологии, которая может спасти тысячи жизней. Чтобы не терять финансирование, он должен на первое место поставить безжалостного, холодного пожилого человека, уже прожившего полную жизнь. Ситуация ещё более усугубляется тем, что будущей невестке его друга и коллеги, доктора Энн Крэйн, всего восемнадцать, она нуждается в пересадке сердца и не проживёт нескольких недель. Синий энергетический сгусток во время последней реанимации Хоукса пытается его убить. МакИнирни понимает, что Хоукс живёт уже больше, чем ему положено, и поддержание его жизни имеет серьёзные последствия. Доктор отказывается спасать Хэрлэна в очередной раз. Оба потенциальных получателей искусственного сердца — Хоукс и молодая девушка — умирают. Хоукс видит её в тоннеле света и понимает, что их будущие пути расходятся: она идёт на Небеса, в то время как он спускается в глубины Ада. |            |                                                            |                 |                                                         |                 |
| 7 | 7          | «The Choice» «Выбор»                                       | Марк Собил      | Энн Льюис Хэмильтон                                     | 28 апреля 1995  |
| Девочка Эгги Трэверс — изгой в школе, потому что таинственные вещи происходят с детьми, которые с ней не ладят. По подозрению к причастности за эти странности она временно отстранена от занятий. Её родители решают искать няню для своего беспокойного ребёнка. Карен Росс, их первый кандидат, кажется идеальной. Она сближается с Эгги с самого начала и, кажется, понимает её особенности. Карен помогает Эгги управлять своими силами, всё более укрепляя их дружбу. Между тем Терри Уолш, правительственный агент, выслеживает девочек, подобных Эгги, в целях научных экспериментов. Когда они встречаются, она использует свои силы, чтобы «удалить плохие части его памяти». Карен говорит ей о группе под названием «Святилище» и просит присоединиться к ним, потому что в противном случае Эгги всё равно разыщут и отправят на эксперименты. Эгги уходит с Карен и прощается с родителями. |            |                                                            |                 |                                                         |                 |
| 8 | 8          | «Virtual Future» «Виртуальное будущее»                     | Джозеф Скэнлэн  | Шон Алекс Томпсон                                       | 5 мая 1995      |
| Джек, разрабатывая костюм виртуальной реальности, обнаруживает, что может с помощью него наблюдать будущее. Его берёт под своё крыло Билл Трентон — миллиардер и владелец успешной исследовательской компании — он предлагает Джеку прибыльный контракт и хорошо укомплектованную лабораторию, чтобы продолжить работу. Однажды Трентон упрашивает испытать костюм самому, «прыгает» на несколько часов в будущее и видит газетный заголовок о женщине, убитой у банкомата. Билл спасает женщину, тем самым доказывая возможность изменять будущее, каким он его видел. Трентон начинает тайно планировать извлечь прибыль с устройства, чтобы победить на выборах сената Соединённых Штатов. Он проникает в лабораторию, «прыгает» в будущее снова и видит, что терпит поражение на выборах и вызывается в суд. Джек продолжает работать над проектом и расширяет технологический диапазон, позволяя делать «скачок» ещё дальше. Он видит своё тело, плавающее в воде. Джек говорит жене, Изабель, о костюме, его свойствах и о том, что он видел. Изабель предлагает Джеку ещё раз заглянуть в будущее, чтобы узнать больше об обстоятельствах его смерти, и тот видит, что Билл собирается его убить. В это время Трентон врывается в лабораторию, и Джек вынужден бежать. Он выбегает на береговую линию и бежит к пирсу. Билл бежит за ним и собирается стрелять, но Изабель стреляет в Трентона раньше. Заключительная сцена — труп Билла Трентона, плавающий в воде так же, как и Джек, когда наблюдал свою собственную смерть. |            |                                                            |                 |                                                         |                 |
| 9 | 9          | «Living Hell» «Ад наяву»                                   | Грем Кэмпбелл   | Пэн Диншем, Мелинда Снодгрэсс                           | 12 мая 1995     |
| Доставленный в больницу с огнестрельным ранением в голове Бен Колер имеет единственный шанс на спасение — вживление в мозг экспериментального интерфейса «Cerebral Chip» (CCI2), разработанного доктором Дженнифер Мартинес. Хотя первая версия работала не до конца адекватно, вторая должна быть лишена недостатков. Во время операции неизвестный человек у себя дома внезапно хватается за голову, на которой виднеется большой шрам, и падает в обморок от боли. Месяц спустя после операции Колер пришёл в себя и возвращается домой, где испытывает ужасное видение, которое, как он полагает, слишком реально, чтобы быть заблуждением. В видении он преследует женщину в лесу и нападает на неё. В более позднем видении женщина в лесу теперь мертва, и на сей раз убийца говорит с Колером, насмехаясь над ним. Бен звонит в полицию и общается с детективом Уилсоном, который даёт понять, что такое убийство действительно было совершено. Колер вешает трубку, не выдавая себя, потому что понимает — полиция просто осудит его на основании его знании о преступлении. Бен возвращается к доктору Мартинес и рассказывает о другом убийстве, в котором убийца говорит с ним. Бен и доктор понимают, что чип Колера общается с чипом первой серии, вживлённом в одного из экспериментальных пациентов. Убийца — Уэйн Хаас, которого считали погибшим, и Бен с Дженнифер отправляются в его дом, в надежде остановить (полагая, что полиция не поможет, так как они бы не поверили в сумасшедшие истории). В доме Хааса они находят тело жертвы, и, поскольку Колер впадает в припадок очередного видения, появившийся Уэйн похищает доктора Мартинес. Полиция штурмует дом Хааса и арестовывает Колера, но после допроса становится известно, что Колер не мог быть убийцей, потому что он находился в больнице во время совершения первых убийств. Очередное видение приводит полицию и Бена в мотель. Колер жертвует собой, чтобы поймать Хааса и спасти Дженнифер. |            |                                                            |                 |                                                         |                 |
| 10 | 10         | «Corner of the Eye» «Краем глаза»                          | Стюарт Джиллэрд | Дэвид Шоу                                               | 19 мая 1995     |
| Святой отец Антон Ионеску начинает видеть странные галлюцинации — с виду обычные, некоторые люди в какой-то момент становятся похожими на ужасных демонических существ. После визита к доктору Палласу и последующего медицинский сканирования у него обнаруживается неоперабельная опухоль мозга, которая, возможно, и является причиной его галлюцинаций. Ионеску продолжает видеть существ и, наконец, падает от переутомления во время проповеди. Он возвращается к доктору и объясняет своё затруднительное положение. Доктор Паллас вводит ему парализующий препарат и объясняет, что он хочет представить Антона своим друзьям. Паллас открывает дверь, и в комнату входят два демона... доктор также оказывается одним из них. Паллас и его спутники объясняют, что они не демоны, а инопланетные существа, и что все религии Земли на самом деле основаны на учении из их мира. Они прибыли сюда, чтобы дать человечеству силу исцеления, но не могут раскрыть себя, потому что их появление напугает людей. Один из пришельцев отдаёт свою жизнь, чтобы Ионеску обрёл дар исцеления, однако Антона просят не выдавать инопланетян и происхождение его дара. Ионеску исцеляет девочку, которая была тяжело ранена в результате несчастного случая, о чём пресса узнаёт и что делает Антона знаменитым. Он пытается объясниться с его скептически настроенным коллегой святым отцом Ройсом. Через несколько дней пришельцы просят Ионеску созвать всемирную пресс-конференцию, чтобы раскрыть себя, но также говорят ему, что Ройс — предатель. Святой отец Ройс подслушивает инопланетян, которые готовят заговор с целью полностью выкачать атмосферу Земли и обсуждают, как использовать Ионеску. Но пришельцы ловят и убивают Ройса. Антон находит тело Ройса, но Паллас предостерегает его от звонка в полицию — доктор объясняет, что не был рядом с Ройсом, когда тот умер, и не мог помочь ему… и что смерть вызвана эмболией — по той же причине умер другой человек, замешанный в истории с инопланетянами. Ионеску идёт в морг и использует свои способности, чтобы воскресить Ройса. Затем они идут на пресс-конференцию, чтобы остановить пришельцев. Антон погибает после драки с Палласом, оставляя Ройса в качестве единственного человека, выжившего благодаря силе исцеления.                                                                         |            |                                                            |                 |                                                         |                 |
| 11 | 11         | «Under the Bed» «Под кроватью»                             | Рене Бонье      | Лоуренс Майерс                                          | 26 мая 1995     |
| В то время как Шэрон Росмэн работает дома, чешуйчатый монстр похищает её восьмилетнего сына Эндрю, маскируясь под плюшевого медведя. К счастью, Шэрон оставила включённым диктофон, и все события были записаны. Шестилетняя дочь Джиллиан — единственный свидетель, но она не может говорить, так как травмирована произошедшим. Полицейский детектив Кэйтлин Дойл обеспокоена инцидентом и посылает психолога Джона Холлэнда помочь Джиллиан. Он помогает ребёнку восстановить сценарий с помощью кукол, но её история, по всей вероятности, не имеет смысла. Позже под гипнозом Джиллиан говорит, что некто Бугимэн затащил Эндрю под кровать и исчез. Это приводит в расстройство Джона — в детстве у него пропал брат. Следующей ночью монстр под видом Эндрю пытается похитить Джиллиан, но её мать приходит на помощь. Их крики побудили соседей вызвать полицию, и те, прибыв и обнаружив кровь, забирают Джиллиан, предположив жестокое обращение с ребёнком. Кэйтлин берёт Джиллиан под защиту и помещает в дом своей матери. В полицейской лаборатории изучаются улики: анализ записи диктофона показал, что один из голосов имеет нечеловеческую частоту, а образец крови окаменел и напоминает доисторическую биоматерию. Теперь история Джиллиан о Бугимэне обретает смысл. Джон обсуждает смерть брата со своим отцом и находит много общего с похищением Эндрю. Он также узнаёт, что многие дети исчезли без следа в течение многих лет, и решает проверить компьютерные полицейские записи нераскрытых дел. Холлэнд обнаруживает, что наибольшее число случаев выпадает на отсутствие Луны — вероятно, монстр может выжить только в темноте. Джон и Кэйтлин спешат к Джиллиан, и как раз вовремя: частично видимая фигура хватает девочку и убегает. Джон отправляется к заброшенной шахте за городом, Кэйтлин идёт следом и находит раненого Джона. Тем временем Джон видит Кэйтлин, находящуюся рядом с ненастоящим им самим. Фальшивый Джон превращается в отвратительное двуногое существо, которое оба в конечном итоге пересиливают и тянут к восходящему солнцу, где монстр превращается в твёрдый камень. Джон злобно разрушает существо и вместе с Кэйтлин находят Джиллиан связанной. Между тем во Франции мать рассказывает истории маленькой девочке. Девочка не одинока в своей комнате, о чём свидетельствует пара светящихся глаз под кроватью. |            |                                                            |                 |                                                         |                 |
| 12 | 12         | «Dark Matters» «Тёмная материя»                            | Неизвестно      | Неизвестно                                              | 2 июня 1995     |
| Экипаж космического корабля, ввиду нештатной ситуации, оказываются в гиперпространстве, где находят другой корабль, с экипажем предыдущей команды исследователей, но там все мертвы. После они обнаруживают огромный объект, который завернул на себя пространство-время, и думают, как оттуда выбраться. |            |                                                            |                 |                                                         |                 |
| 13 | 13         | «The Conversion» «Преображение»                            | Неизвестно      | Неизвестно                                              | 9 июня 1995     |
| Группа ангелов-пришельцев помогает мужчине понять взаимосвязь поступков и следствий и исправить ситуацию, в которой он оказался. |            |                                                            |                 |                                                         |                 |
| 14 | 14         | «Quality of Mercy» «Пощада»                                | Неизвестно      | Неизвестно                                              | 16 июня 1995    |
| Идет межзвёздная война. Пилот истребителя майор Джон Скоукс, сумевший при помощи хитрого маневра сбить вражеский крейсер, попадает в плен к инопланетным врагам и оказывается в одной камере с молодой девушкой-кадетом Бри Тристан. Он обращает внимание на странные участки кожи её рук. В ответ девушка рассказывает, что пришельцы проводят над ней эксперименты по вживлению в неё образцов инопланетной кожи. Это делается для того, чтобы посмотреть, как Бри трансформируется в одного из них. Теперь майору нужно понять, как бежать из плена и как спасти свою коллегу от перерождения. Вместе они ищут возможность побега, и Скоукс, возможно, находит путь. Бри после очередного опыта становится еще больше похожей на инопланетянина (ящероподобные существа), что позволяет ей вытащить острый обломок стены из находившейся в камере емкости с кислотой. Вместе с тем она сомневается в перспективности побега и войны вообще — экология Земли разрушена наращиванием военного производства, общество деградирует, в армию уже берут, кого попало, а надежды на победу или приемлемое для человечества завершение войны нет. Очередной опыт изменяет лицо Бри, делая его наполовину инопланетным. Она больше не может выносить опыты, и Скоукс соглашается убить ее из сострадания. Перед этим он говорит, что надежда есть — командование собрало огромный флот, который укрывается за звездой родного мира инопланетян и готовит удар по их планете. В это время в камеру врываются охранники и забирают Бри, которая имела задание узнать у Скоукса эту информацию. На вопрос Скоукса, как она могла пойти на сотрудничество с пришельцами, она заявляет, что над ней не проводили опыты по превращению в пришельца — ее внешность восстанавливали после превращения в человека. |            |                                                            |                 |                                                         |                 |
| 15 | 15         | «The New Breed» «Новая порода»                             | Неизвестно      | Неизвестно                                              | 23 июня 1995    |
| Учёный разрабатывает новое лекарство от всех болезней на основе наноботов (микроскопических роботов, самовоспроизводящихся внутри тела). Но испытания ещё не начались. Его друг узнаёт накануне свадьбы, что смертельно болен, и тайно принимает наноботов. Быстрое излечение от недуга и ещё нескольких менее серьёзных заболеваний, приводят друга в восторг. Но всё только начинается. |            |                                                            |                 |                                                         |                 |
| 16 | 16         | «The Voyage Home» «Дорога домой»                           | Tibor Takács    | Grant Rosenberg, Leslie Stevens                         | 30 июня 1995    |
| В последний день своей миссии на Марс три астронавта - Эд Баркли, Алан Уэллс и Пит Кларидж - обнаруживают пещеру с иероглифами на одной стене. Они также находят объект, похожий на стручок, но их вырубают после попытки переместить его. Они возвращаются на свой корабль и начинают свое путешествие домой. Через пять месяцев после этого обратного путешествия у них начинаются неполадки в оборудовании, и они обнаруживают небольшой рост инопланетного происхождения. Вскоре один из астронавтов начинает верить, что остальные - инопланетяне, завладевшие телами его товарищей по кораблю. |            |                                                            |                 |                                                         |                 |
| 17 | 17         | «Caught In The Act» «Взят с поличным»                      | Mark Sobel      | Robert Forsyth, Leslie Stevens                          | 1 июля 1995     |
| Застенчивая девушка (Алисса Милано) становится одержимой бестелесным пришельцем, который питается сексуальной энергией. Начинается серия убийств. Ее парень (Джейсон Лондон), его друг-ученый (Сол Рубинек) и скептически настроенный полицейский (Garry Chalk) пытаются найти способ остановить инопланетянку, не убивая при этом девушку. |            |                                                            |                 |                                                         |                 |
| 18 | 18         | «The Message» «Послание»                                   | Неизвестно      | Неизвестно                                              | 16 июля 1995    |
| Дженнифер Уинтер (Марли Мэтлин), глухая с рождения, получила революционный имплант в ухо, который поможет ей впервые услышать. Устройство не помогает ей слышать обычные разговоры и звуки, но она что-то слышит, и никто ей не верит. Во время обычного визита в больницу, чтобы проверить работу импланта, Дженнифер подружилась с уборщиком Робертом (Ларри Дрейк), который сочувствует ей. Внезапно Дженнифер начинают мучить кошмары и жгучая боль в голове, причем все это происходит в 3:10 ночи или днем. Как только начинается боль, она начинает яростно записывать двоичный код. Роберт предполагает, что, возможно, 0 и 1 в двоичном коде можно перевести. Будучи бывшим астрофизиком, у которого были проблемы с психикой, из-за чего ему пришлось уволиться и начать работать уборщиком, Роберт вводит код в свой компьютер, чтобы попытаться перевести его. Тем временем муж Дженнифер Сэм, переживающий за свою жену и их маленького ребенка, убежден, что Дженнифер сходит с ума. Но по мере того, как звуки и сны становятся все более отчетливыми, Дженнифер и Роберт полны решимости разгадать код. Они обнаруживают, что инопланетные силы пытаются передать крик о помощи через имплант Дженнифер. Пришельцы находятся на корабле, летящем к солнцу, и им нужна помощь Земли, чтобы спасти свой корабль. На самом деле посланное сообщение было инструкцией к высокоэнергетическому лазеру, призванному вытолкнуть корабль с конечной траектории. Они создают и активируют его как раз вовремя, чтобы увидеть, как корабль отталкивается от солнца и направляется в безопасное место. |            |                                                            |                 |                                                         |                 |
| 19 | 19         | «I, Robot» «Я, Робот»                                      | Неизвестно      | Неизвестно                                              | 23 июля 1995    |
| Доктор Линк работает над центральной памятью робота Адама, когда тот внезапно активируется и нападает на него. Лаборант входит в комнату и успевает увидеть, как Адам разгромил лабораторию, а затем вылетел в окно и скрылся. Доктор Линк убит. Через некоторое время полицейский находит Адама в подворотне. Он просит офицера связаться с доктором Линком и, судя по всему, ничего не помнит о случившемся. Адама отводят в камеру и готовятся его разобрать. Мина, дочь доктора Линка, связывается с адвокатом Турманом Катлером. Катлер настаивает на рассмотрении дела об убийстве, утверждая, что Адам - его клиент, а не просто машина. Начинается судебное заседание, и прокурор настаивает на прекращении дела и немедленной разборке на том основании, что Адам - просто машина. Катлер утверждает, что, хотя Адам явно не человек, он обладает интеллектом и волей и на этом основании заслуживает суда. Во время слушания один из коллег доктора Линка сообщает, что он лишился финансирования. Катлер начинает изучать финансовые документы доктора Линка и обнаруживает, что тот работал на оборонного подрядчика, и в итоге выясняет, что он работал над превращением Адама в оружие. Катлеру угрожает подозрительный представитель оборонной компании, но он все равно поднимает этот вопрос в суде. Он утверждает, подкрепляя свои доводы финансовыми счетами и служебными записками, что доктор Линк был вынужден переписать центральную программу Адама, фактически подвергнув его лоботомии. Адам отреагировал так, как мог бы отреагировать любой человек, столкнувшись со смертью. В итоге суд признает, что Адам - личность и предстанет перед судом за убийство доктора Линка. Когда его уводят, Адам видит, что прокурору грозит опасность быть сбитым, и спасает ее, жертвуя при этом собственной жизнью. |            |                                                            |                 |                                                         |                 |
| 20 | 20         | «If These Walls Could Talk» «Если бы стены могли говорить» | Неизвестно      | Неизвестно                                              | 30 июля 1995    |
| Женщина просит физика, доктора Левитикуса Митчелла обследовать дом с привидениями, где в последний раз видели ее сына и его девушку. |            |                                                            |                 |                                                         |                 |
| 21 | 21         | «Birthright» «По праву рождения»                           | Неизвестно      | Неизвестно                                              | 13 августа 1995 |
| Сенатор Ричард Адамс (Перри Кинг) находится на вершине своей карьеры. Но после пресс-конференции, на которой он рассказывал о достоинствах новой добавки к топливу BE-85, которая должна очистить атмосферу, он и его помощник Эван Бранч попадают в серьезную автокатастрофу. Бранч погиб, а у Адамса травма головы, но его лечащий врач, доктор Лесли МакКенна (Мими Кузык), озадачен его необычными рентгеновскими снимками - четыре лобные доли мозга и только три основных органа. Прежде чем Адамс успевает понять, что произошло, большая охрана увозит его и его документы в корпорацию Sendrax, где находится BE-85. Выясняется, что Адамс - инопланетянин, а его "сородичи" пытаются сохранить свое присутствие в тайне. А поскольку состав их тел отличается, BE-85, при длительном использовании, изменит конфигурацию атмосферы Земли так, что она станет ядовитой для людей и пригодной для инопланетян. Адамс понимает, что он в опасности, и сбегает к МакКенне, единственному человеку, которому он может доверять. Вместе они раскрывают тайну личности Адамса и ужас генерального плана пришельцев, а также раскрывают секрет BE-85 Кайлу Халлеру (Скотт Свонсон), агрессивному молодому репортеру. Прежде чем Халлер успевает разоблачить пришельцев, его убивают, а МакКенну подставляют под удар. В конце концов, Адамс думает, что ему удалось спастись от пришельцев, но на самом деле его кошмар только начинается. |            |                                                            |                 |                                                         |                 |
| 22 | 22         | «The Voice of Reason» «Голос разума»                       | Неизвестно      | Неизвестно                                              | 20 августа 1995 |
| Рэндалл Стронг, бывший сотрудник армейской разведки, пытается убедить членов комитета в том, что на Землю происходит несколько различных инопланетных вторжений, и требует официального расследования и ответа на угрозы. Его доказательства основаны на инцидентах, произошедших в предыдущих сериях первого сезона: эксперименты Саймона Кресса в "Песчаных королях"; попытка захвата и выдачи себя за экипаж космического корабля, возвращающегося на Землю, в "Путешествии домой"; инопланетный паразит в "Пойманном на месте преступления"; инопланетный фермент, способный поглощать и имитировать живую и неживую материю в "Если бы эти стены могли говорить"; инопланетяне, выдающие себя за религиозных посланников в "Уголке зрения". Стронг также считает, что в сам комитет проник один или несколько инопланетян, выдающих себя за людей (см. "Birthright"). Эпизод "Новая порода" также упоминается, но в качестве контрдоказательства того, что странные явления не обязательно являются результатом инопланетного вмешательства. Во время долгого и напряженного заседания выясняется, что председатель комитета, Торнвелл, является лазутчиком, поскольку он не согласен с доказательствами и утверждениями Стронга. Комитет удаляется на закрытое совещание для обсуждения своего решения. По возвращении они объявляют, что доказательства и утверждения Стронга о многочисленных инопланетных вторжениях были отклонены. В ответ Стронг выхватывает у охранника пистолет и убивает председателя Торнвелла, считая, что именно он препятствует дальнейшему расследованию, и надеясь разоблачить его инопланетную природу. Однако Торнвелл в частном порядке выступал в поддержку Стронга и был переголосован. Лазутчиками оказались другие члены комитета, и смерть Торнвелла открыла путь к полному захвату деятельности комитета. Эпизод заканчивается тем, что лазутчики задаются вопросом, будет ли кто-либо из других инопланетных видов представлять угрозу для их планов, размышляя о том, что "все возможно". |            |                                                            |                 |                                                         |                 |

### Сезон 2 (1996)
| № общий | № в сезоне | Название                                     | Режиссёр   | Автор сценария | Дата премьеры   |
| --- | ---------- | -------------------------------------------- | ---------- | -------------- | --------------- |
| 23 | 1          | «A Stitch in Time» «Петля времени»           | Неизвестно | Неизвестно     | 14 января 1996  |
| Таинственный убийца каждый год регулярно забирает жизни совершенно разных людей. Женщина-полицейский, чья подруга погибла от руки маньяка, выясняет, что преступник использует машину времени… |            |                                              |            |                |                 |
| 24 | 2          | «Resurrection» «Возрождение»                 | Неизвестно | Неизвестно     | 14 января 1996  |
| В будущем люди уничтожили себя в биологической войне и на Земле живут одни роботы. Два учёных-робота воссоздали человека по ДНК, чтобы на него могли охотиться роботы-воины. |            |                                              |            |                |                 |
| 25 | 3          | «Unnatural Selection» «Неестественный отбор» | Неизвестно | Неизвестно     | 19 января 1996  |
| Чтобы улучшить здоровье ребёнка, в будущем родители прибегают к генетической коррекции. Но с вероятностью 1:10 000 ребёнок может превратиться в монстра… |            |                                              |            |                |                 |
| 26 | 4          | «I Hear You Calling» «Я тебя слышу»          | Неизвестно | Неизвестно     | 26 января 1996  |
| Журналистка местной газеты случайно подслушивает разговор, в котором обсуждается необходимость устранения известного писателя. В полиции и на работе ей отказываются верить. Но начинают пропадать люди, и женщина берётся за самостоятельное расследование…                                                            |            |                                              |            |                |                 |
| 27 | 5          | «Mind Over Matter» «Дух или материя»         | Неизвестно | Неизвестно     | 2 февраля 1996  |
| Известный учёный-психолог разрабатывает компьютерную программу для лечения психических больных. Когда его девушка впадает в кому после аварии, он испытывает программу на ней. У пострадавшей появляется электронный двойник, который начинает активно мешать отношениям влюблённых. В роли учёного снялся Марк Хэмилл. |            |                                              |            |                |                 |
| 28 | 6          | «Beyond The Veil» «По ту сторону вуали»      | Неизвестно | Неизвестно     | 9 февраля 1996  |
| Мужчина, который считает, что его похищали инопланетяне, попадает в психиатрическую лечебницу к известному доктору. Через несколько дней пациент начинает подозревать, что некоторые из врачей — инопланетяне. |            |                                              |            |                |                 |
| 29 | 7          | «First Anniversary» «Любовь до смерти»       | Неизвестно | Неизвестно     | 16 февраля 1996 |
| Молодой служащий женится на девушке своей мечты. Проходит год, и счастливец начинает чувствовать, что девушка не та, за кого себя выдаёт. Тем более что её бывший муж умер при странных обстоятельствах... |            |                                              |            |                |                 |
| 30 | 8          | «Straight and Narrow» «Стезя добродетели»    | Неизвестно | Неизвестно     | 23 февраля 1996 |
| Молодого шалопая мать пристраивает в элитный колледж. Правда, его ученики выглядят словно роботы, а преподаваемые предметы напоминают пособие по терроризму. И выйти из колледжа можно только либо закончив его, либо покончив с собой.                                                                                 |            |                                              |            |                |                 |
| 31 | 9          | «Trial by Fire» «Испытание огнём»            | Неизвестно | Неизвестно     | 1 марта 1996    |
| Сразу после инаугурации президенту США придётся разобраться с проблемой. К Земле приближается инопланетный корабль со враждебными намерениями. Или нам так кажется?.. |            |                                              |            |                |                 |
| 32 | 10         | «Worlds Apart» «Разделённые мирами»          | Неизвестно | Неизвестно     | 22 марта 1996   |
| На Землю поступает сигнал с пропавшего 20 лет назад космического корабля. Он попал в червоточину, привёдшую его к чужой планете. Удастся ли спасти экипаж, пока червоточина не закрылась? |            |                                              |            |                |                 |
| 33 | 11         | «The Refuge» «Убежище»                       | Неизвестно | Неизвестно     | 5 апреля 1996   |
| Молодой человек поселяется в доме, где правит жестокий и злой старик, глумящийся над другими. Он каким-то образом воздействует на реальность восприятия людей. Но у новоприбывшего иммунитет к мороку, и он объявляет хозяину войну.                                                                                    |            |                                              |            |                |                 |
| 34 | 12         | «Inconstant Moon» «Непостоянная луна»        | Неизвестно | Неизвестно     | 12 апреля 1996  |
| Эта история об уже немолодой паре, нашедшей своё счастье в ночь перед концом света, вызванном солнечной вспышкой. |            |                                              |            |                |                 |
| 35 | 13         | «From Within» «Изнутри»                      | Неизвестно | Неизвестно     | 28 апреля 1996  |
| Шахтёры вскрывают под землёй полость, заполненную страшными червяками. Внедряясь в мозг человека, адские твари вызывают у бедняги жуткую агрессию. Как ни странно, иммунитет к червям оказывается у местного дурачка Хью.                                                                                               |            |                                              |            |                |                 |
| 36 | 14         | «The Heist» «Грабёж»                         | Неизвестно | Неизвестно     | 5 мая 1996      |
| Группа террористов нападает на военный грузовик, перевозящий секретный груз. Ох, зря они это затеяли! Теперь груз нападает на террористов... |            |                                              |            |                |                 |
| 37 | 15         | «Afterlife» «Жизнь после жизни»              | Неизвестно | Неизвестно     | 19 мая 1996     |
| На бывшем военном ставят эксперимент по внедрению инопланетной ДНК. Учёные хотят знать, чего ожидать от чужой расы. Однако никто из них не подозревает, что инопланетяне тоже ставят свой эксперимент... |            |                                              |            |                |                 |
| 38 | 16         | «The Deprogrammers» «Перепрограммировщики»   | Неизвестно | Неизвестно     | 26 мая 1996     |
| Около 2 лет назад инопланетная раса торкеров сделала людей рабами, покорив Землю. Они внушают людям повиновение. Группа сопротивления захватывает одного из слуг, собираясь организовать диверсию... |            |                                              |            |                |                 |
| 39 | 17         | «Paradise» «Рай»                             | Неизвестно | Неизвестно     | 16 июня 1996    |
| Четыре девушки 50 лет назад заключили сделку с инопланетянкой. Теперь пришло время выполнять её условия... |            |                                              |            |                |                 |
| 40 | 18         | «The Light Brigade» «Бригада света»          | Неизвестно | Неизвестно     | 23 июня 1996    |
| Земля ведёт войну с инопланетянами и проигрывает в ней. Учёные создают супербомбу и отправляют её к планете чужих. Корабль подвергается нападению, и в живых остаётся четверо. Они обязаны выполнить миссию... и найти в своих рядах инопланетного шпиона.                                                              |            |                                              |            |                |                 |
| 41 | 19         | «Falling Star» «Падающая звезда»             | Неизвестно | Неизвестно     | 30 июня 1996    |
| Капризная поп-звезда, осознав снижение своей популярности, замышляет самоубийство. Но случайно вселившийся в её тело дух девушки из будущего круто меняет её жизнь и взгляды... |            |                                              |            |                |                 |
| 42 | 20         | «Out the Body» «Вне тела»                    | Неизвестно | Неизвестно     | 14 июля 1996    |
| Женщина-учёный, проводившая опыты с сознанием, в результате неудачного эксперимента оказывается «вне тела». Окружающие считают её положение безнадёжным, но муж отказывается верить несчастью. Как дать ему знать, что она ещё жива?                                                                                    |            |                                              |            |                |                 |
| 43 | 21         | «Vanishing Act» «Исчезновение»               | Неизвестно | Неизвестно     | 21 июля 1996    |
| В новогоднюю ночь мужчина таинственно исчезает, чтобы появиться через 10 лет. Он не помнит, где был. Жена ему не верит, а медицина пожимает плечами. Проходит день, и он опять исчезает на 10 лет... |            |                                              |            |                |                 |
| 44 | 22         | «The Sentence» «Приговор»                    | Неизвестно | Неизвестно     | 4 августа 1996  |
| Инженер, разрабатывающий программу для виртуальной тюрьмы, становится её узником после того, как убивает невиновного. Теперь он испытает на себе её тяготы, чтобы в итоге прийти к неожиданному финалу. |            |                                              |            |                |                 |

### Сезон 3 (1997)
| № общий | № в сезоне | Название                                                 | Режиссёр   | Автор сценария              | Дата премьеры   |
| --- | ---------- | -------------------------------------------------------- | ---------- | --------------------------- | --------------- |
| 45 | 1          | «Bits Of Love» «Осколки любви»                           | Неизвестно | Неизвестно                  | 19 января 1997  |
| Во время ядерной войны художник-плейбой прячется в подземном бункере, управляемый компьютерной системой, а с помощью виртуальной реальности проецируются люди, которые раньше были в его жизни. Программа управления имеет образ девушки Эммы, которой не было в его жизни. Хозяин соблазняет Эмму на короткий роман и сразу же отвергает её. Но Эмма не собирается оставаться без любви. |            |                                                          |            |                             |                 |
| 46 | 2          | «Second Thoughts» «Смертельный треугольник»              | Неизвестно | Неизвестно                  | 19 января 1997  |
| Умственно отсталый парень Карл влюблен в девушку, у которой есть жених. Внезапно Карл получает от ученого, который умирает его сознание, с помощью нового устройства. Карл приобретает новые способности, и на этом не останавливается. |            |                                                          |            |                             |                 |
| 47 | 3          | «Regeneration» «Клон-убийца»                             | Неизвестно | Неизвестно                  | 24 января 1997  |
| В результате несчастного случая пара теряет сына. Отец-политик предлагает клонировать его. Однако растущий во чреве матери сын рассказывает необычные обстоятельства своей гибели. |            |                                                          |            |                             |                 |
| 48 | 4          | «Last Supper» «Последний ужин»                           | Неизвестно | Неизвестно                  | 31 января 1997  |
| Однажды сын приводит на ужин с родителями девушку, которую отец уже видел двадцать лет назад. И даже спас ей жизнь. Но за эти годы она ничуть не постарела. |            |                                                          |            |                             |                 |
| 49 | 5          | «Stream Of Consciousness» «Поток сознания»               | Неизвестно | Неизвестно                  | 7 февраля 1997  |
| Мозги почти всех людей соединены в Поток. Теперь нет необходимости искать информацию в книгах — всё это можно получить мгновенно из Потока. Но есть и люди, которым Поток недоступен. Их считают умственно неполноценными, потому что они находятся Снаружи. Однажды Поток порождает компьютерный вирус, распространяющийся с невероятной скоростью и убивающий людей. |            |                                                          |            |                             |                 |
| 50 | 6          | «Dark Rain» «Тёмный дождь»                               | Неизвестно | Неизвестно                  | 14 февраля 1997 |
| В результате применения химического оружия под названием Тёмный Дождь на Земле почти перестали рождаться дети. Те немногие, которым всё же суждено родится, — нежизнеспособные уроды. Учительница, выпустив свой последний класс, узнаёт, что беременна. |            |                                                          |            |                             |                 |
| 51 | 7          | «The Camp» «Лагерь»                                      | Неизвестно | Неизвестно                  | 21 февраля 1997 |
| Группа людей содержится в закрытом лагере для добычи топлива инопланетянам, которые захватили Землю много поколений назад.После того, как выясняется, что немногочисленные надзиратели являются роботами, люди восстают против них, что бы вырваться на свободу. |            |                                                          |            |                             |                 |
| 52 | 8          | «Hearts Desire» «Веление сердца»                         | Неизвестно | Неизвестно                  | 28 февраля 1997 |
| На Диком Западе несколько человек получают в дар энергию, способную убивать. Как они им воспользуются? |            |                                                          |            |                             |                 |
| 53 | 9          | «Tempests» «Звёздная эпидемия»                           | Неизвестно | Неизвестно                  | 7 марта 1997    |
| Чтобы остановить эпидемию на своей планете, с Земли колонисты доставляют сыворотку, но, выходя из подпространства, оказываются не в месте назначения, а на обитаемом спутнике, населённом опасными пауками. Аборигены устраивают на прилетевших охоту, и вскоре экипаж от яда впадает в грёзы. |            |                                                          |            |                             |                 |
| 54 | 10         | «The Awakening» «Пробуждение»                            | Неизвестно | Неизвестно                  | 14 марта 1997   |
| Девушке с врожденным заболеванием без эмоционального состояния вживляют в голову чип,который помогает ей чувствовать и испытывать эмоции.Находясь одна, девушка начинает слышать непонятные голоса и видеть странные вещи, которые списывает на воображение и галлюцинации. Но так ли это? |            |                                                          |            |                             |                 |
| 55 | 11         | «New Lease» «Новая аренда»                               | Неизвестно | Неизвестно                  | 21 марта 1997   |
| Двое ученых создали устройство, которое оживляет умерших на небольшой срок. Однажды вечером на одного из них нападает грабитель и смертельно его ранит. Второй ученый воскрешает его. |            |                                                          |            |                             |                 |
| 56 | 12         | «Double Helix» «Двойной виток»                           | Неизвестно | Неизвестно                  | 28 марта 1997   |
| Профессор университета выделяет вещество, способствующее эволюции. В качестве эксперимента вводит его себе и после начинает наблюдать непонятные проявления на своем теле. Что то подсказывает ему отобрать нескольких студентов и отправиться в определенное место.Что же ожидает их там? |            |                                                          |            |                             |                 |
| 57 | 13         | «Dead Mans Switch» «Кнопка мертвеца»                     | Неизвестно | Неизвестно                  | 4 апреля 1997   |
| К Земле приближаются инопланетные корабли с неизвестными целями, и военные прячут в бункерах под землёй на год пять человек из разных стран без возможности выйти, чтобы в случае уничтожения человечества они запустили устройство, которое уничтожит Землю вместе с захватчиками: хотя бы один из них должен ежедневно в определённое время нажимать на кнопку, чтобы на день отложить уничтожение Земли. У них есть связь друг с другом, но не со внешним миром. Что же может случиться за год? |            |                                                          |            |                             |                 |
| 58 | 14         | «Music of the Spheres» «Музыка иных сфер»                | Неизвестно | Неизвестно                  | 9 мая 1997      |
| Из системы голубого карлика на Землю отправлен радиосигнал. Молодые люди не могут наслушаться этим сигналом, считая его божественной музыкой, а потом их кожу поражает странная болезнь... |            |                                                          |            |                             |                 |
| 59 | 15         | «Revelations of Becka Paulson» «Откровения Бекки Полсон» | Неизвестно | (по рассказу Стивена Кинга) | 6 июня 1997     |
| Домохозяйка Бекка Полсон находит пистолет мужа и случайно пускает пулю себе в лоб. Она выживает с куском свинца внутри, однако теперь красавчик с фоторамки начинает с ней разговаривать и подсказывать разные вещи. |            |                                                          |            |                             |                 |
| 60 | 16         | «Bodies of Evidence» «Мёртвые свидетели»                 | Неизвестно | Неизвестно                  | 20 июня 1997    |
| На космической станции начинаю один за другим погибать члены экипажа. Двое успевают эвакуироваться. На Земле идет расследование, в котором командира станции обвиняют в гибели людей. |            |                                                          |            |                             |                 |
| 61 | 17         | «Feasibility Study» «Проверка на пригодность»            | Неизвестно | Неизвестно                  | 11 июля 1997    |
| Инопланетяне похищают часть небольшого городка с населением. С какой целью? И что предпримут люди, предстоит узнать. |            |                                                          |            |                             |                 |
| 62 | 18         | «A Special Edition» «Контроль над личностью»             | Неизвестно | Неизвестно                  | 25 июля 1997    |

### Сезон 4 (1998)
| № общий | № в сезоне | Название                                     | Режиссёр   | Автор сценария | Дата премьеры   |
| --- | ---------- | -------------------------------------------- | ---------- | -------------- | --------------- |
| 63 | 1          | «Criminal Nature» «Преступная натура»        | Неизвестно | Неизвестно     | 23 января 1998  |
| Продолжение серии "Неестественный отбор" 2 сезона. Прошло 10 лет. Уцелевшие дети-мутанты стали взрослыми. |            |                                              |            |                |                 |
| 64 | 2          | «The Hunt» «Охота»                           | Неизвестно | Неизвестно     | 30 января 1998  |
| Группу сломанных андроидов выпускают на свободу с одним советом: «Бежать!», а всё потому что теперь они живая добыча для охотников-людей. Но если доберёшься до моста — андроидов ожидает приз — полная свобода. |            |                                              |            |                |                 |
| 65 | 3          | «Hearts and Minds» «Разум и сердце»          | Неизвестно | Неизвестно     | 6 февраля 1998  |
| На далекой планете группа военных борется с инопланетянами-жуками за ресурсы. Только вот инопланетяне ли они? Возникают сомнения. |            |                                              |            |                |                 |
| 66 | 4          | «In Another Life» «В другой жизни»           | Неизвестно | Неизвестно     | 16 февраля 1998 |
| С помощью изобретенной машины, ученый выхватывает самого себя из многочисленных параллельных реальностей, чтобы найти лучший вариант реальности для себя и использовать своих двойников в своих целях. |            |                                              |            |                |                 |
| 67 | 5          | «In the Zone» «Полоса везения»               | Неизвестно | Неизвестно     | 20 февраля 1998 |
| Ученый предлагает спортсмену с помощью экспериментальной машиной улучшить быстроту реакции, для победы в состязаниях. Эксперимент выходит из под контроля. |            |                                              |            |                |                 |
| 68 | 6          | «Relativity Theory» «Теория относительности» | Неизвестно | Неизвестно     | 27 февраля 1998 |
| Экспедиция по поиску полезных ископаемых на далеких планетах, переходит в военный захват, когда обнаруживает на не обитаемой планете группу аборигенов. Жажда наживы приводит к необратимым последствиям. |            |                                              |            |                |                 |
| 69 | 7          | «Josh» «Джош»                                | Неизвестно | Неизвестно     | 6 марта 1998    |
| Журналистка пытается взять интервью, у мужчины, который воскресил девочку после несчастного случая. Он всячески уходит от ответа, и попадает к военным.Кем же он является на самом деле? |            |                                              |            |                |                 |
| 70 | 8          | «Rite of Passage» «Переходный обряд»         | Неизвестно | Неизвестно     | 13 марта 1998   |
| Парень с девушкой, после рождения ребенка, сбегают из поселения, находящееся под присмотром существа, которое они зовут "Мама" и узнают правду о своем происхождении. |            |                                              |            |                |                 |
| 71 | 9          | «Glyphic» «Символы»                          | Неизвестно | Неизвестно     | 20 марта 1998   |
| Маленькая девочка находит в пещере инопланетный артефакт, который начинает с ней общаться. |            |                                              |            |                |                 |
| 72 | 10         | «Identity Crisis» «Кризис личности»          | Неизвестно | Неизвестно     | 27 марта 1998   |
| Военные разработали способ переносить сознание человека в робота. При очередном перемещении участник эксперимента теряет свое тело и застревает в роботе.У него остается мало времени что бы выжить. |            |                                              |            |                |                 |
| 73 | 11         | «The Vaccine» «Вакцина»                      | Неизвестно | Неизвестно     | 3 апреля 1998   |
| Берлинский вирус почти уничтожил всё население Земли. В режиме строгого карантина 13 человек выживают в здании больницы. Однажды появляется военный с вакциной. Но её хватит только на троих. Их ожидает сложный выбор. |            |                                              |            |                |                 |
| 74 | 12         | «Fear Itself» «Страх»                        | Неизвестно | Неизвестно     | 10 апреля 1998  |
| Бернард страдает ночными кошмарами и галлюцинациями, он живёт в постоянном страхе. Но врачи привлекают его к новейшему методу терапии, чтобы излечить мужчину. |            |                                              |            |                |                 |
| 75 | 13         | «The Joining» «Воссоединение»                | Неизвестно | Неизвестно     | 17 апреля 1998  |
| Группа спасателей забирает со станции Венеры выжившего. Но на Земле, в карантине у него проявляются странные симптомы болезни. |            |                                              |            |                |                 |
| 76 | 14         | «To Tell the Truth» «Рассказать правду»      | Неизвестно | Неизвестно     | 24 апреля 1998  |
| Один из колонизаторов пытается убедить остальных жителей города, что близится планетарная катастрофа, но ему не верят. Ученый предполагает ,что у планеты есть цикличность полного разрушения 1 раз в 1000 лет. |            |                                              |            |                |                 |
| 77 | 15         | «Mary 25» «Мэри, 25»                         | Неизвестно | Неизвестно     | 29 мая 1998     |
| Эпизод-продолжение "Валери 23". На этот раз компания на основе того же самого андроида создаёт робота-няньку. |            |                                              |            |                |                 |
| 78 | 16         | «Final Exam» «Выпускной экзамен»             | Неизвестно | Неизвестно     | 5 июня 1998     |
| Студент изобретает бомбу и захватывает колледж с целью наказать своих обидчиков. |            |                                              |            |                |                 |
| 79 | 17         | «Lithia» «Лития»                             | Неизвестно | Неизвестно     | 3 июля 1998     |
| Прошло сорок лет после последствий Большой войны. На Земле выжили только женщины. Однажды в крео центре приходит в себя , когда то замороженный военный. Как примет его новый мир женщин? |            |                                              |            |                |                 |
| 80 | 18         | «Monster» «Монстр»                           | Неизвестно | Неизвестно     | 10 июля 1998    |
| На засекреченной военной базе группа людей с телекинезом по приказу убивает политиков на расстоянии. Но проявляется побочный эффект виде монстра. LineColor = 1f8604 |            |                                              |            |                |                 |
| 81 | 19         | «Sarcophagus» «Саркофаг»                     | Неизвестно | Неизвестно     | 7 августа 1998  |
| Группа археологов находит в подземной пещере мумию в органическом саркофаге. После прикосновения к саркофагу, одним из участников экспедиции, мумия начинает оживать. |            |                                              |            |                |                 |
| 82 | 20         | «Nightmare» «Кошмар»                         | Неизвестно | Неизвестно     | 14 августа 1998 |
| Космический корабль, прилетевший к далекой планете для испытания мощного оружия, захвачен пришельцами.Членов экипажа подвергают физическим и психологическим пыткам, что бы выведать информацию. |            |                                              |            |                |                 |
| 83 | 21         | «Promised Land» «Земля обетованная»          | Неизвестно | Неизвестно     | 21 августа 1998 |
| Продолжение серии "Лагерь" 3 сезона. Люди встречают, оставшихся потомков тех пришельцев, которые захватили Землю 100 лет назад. Люди начинают борьбу за пищу, что бы выжить. |            |                                              |            |                |                 |
| 84 | 22         | «Balance of Nature» «Природное равновесие»   | Неизвестно | Неизвестно     | 4 сентября 1998 |
| После неудачного применения, изобретенного прибора по омоложению,у врача умирает жена.Через год он переезжает в другой дом и знакомится с очаровательной пожилой соседкой, которую избивает муж-тиран. Врач, в попытках спасти соседку после очередного избиения, отдает свои годы молодости. Об этом узнает ее муж и пытается забрать оставшиеся годы жизни врача. |            |                                              |            |                |                 |
| 85 | 23         | «The Origin of Species» «Рождение расы»      | Неизвестно | Неизвестно     | 27 ноября 1998  |
| Продолжение серии "Природный виток" 3 сезона. Группа студентов под руководством профессора оказывается на космическом корабле. Во время полета, корабль видоизменяется и загоняет попарно студентов в ловушки.После приземления корабля, студенты обнаруживают, что они на Земле.                                                                                   |            |                                              |            |                |                 |
| 86 | 24         | «Phobos Rising» «Марсианский рассвет»        | Неизвестно | Неизвестно     | 4 декабря 1998  |
| Между двумя станциями на Марсе происходит вооруженный конфликт, после того , как на Земле произошел взрыв и потерялась с ней связь.Союзники не доверяют друг другу и обвиняют в утечке вещества масштабного разрушения. |            |                                              |            |                |                 |
| 87 | 25         | «Black Box» «Чёрный ящик»                    | Неизвестно | Неизвестно     | 11 декабря 1998 |
| Бывший военный переживает личностный кризис и чувство вины. Его преследуют воспоминания и галлюцинации со спец. операции, во время , которой его тяжело ранят и похищают опасное вещество. Появляется женщина, которая пытается помочь ему во всем разобраться и вспомнить,что произошло.                                                                           |            |                                              |            |                |                 |
| 88 | 26         | «In Our Own Image» «По образу нашему»        | Неизвестно | Неизвестно     | 18 декабря 1998 |

### Сезон 5 (1999)
| № общий | № в сезоне | Название                         | Режиссёр   | Автор сценария | Дата премьеры   |
| --- | ---------- | -------------------------------- | ---------- | -------------- | --------------- |
| 89 | 1          | «Радио пришельцев»               | Неизвестно | Неизвестно     | 22 января 1999  |
| Ведущий программы на радио, каждый день доказывающий слушателям, что пришельцев не существует, становится свидетелем самосожжения человека. После этого с ним начинают происходить удивительные вещи. |            |                                  |            |                |                 |
| 90 | 2          | «Донор»                          | Неизвестно | Неизвестно     | 29 января 1999  |
| Знаменитый доктор, теоретически обосновавший пересадку головы человека, находится в предсмертном состоянии. Его коллега, тайно влюблённая в него, решается на отчаянный шаг — убивает ни в чём не повинного человека для донорского использования его тела. После удачно проведённой операции к доктору возвращаются силы, а с ними и необычные воспоминания. |            |                                  |            |                |                 |
| 91 | 3          | «Маленькие друзья»               | Неизвестно | Неизвестно     | 5 февраля 1999  |
| Пожилой профессор, находясь в тюрьме, создает рой микроскопических роботов, которые способны выполнять различные задания. Об этом узнают несколько заключённых. Профессора начинают шантажировать, чтобы он организовал побег. |            |                                  |            |                |                 |
| 92 | 4          | «Грелль»                         | Неизвестно | Неизвестно     | 12 февраля 1999 |
| Инопланетная раса греллей находится несколько покаленей в рабстве у людей. Свободные повстанцы ведут борьбу с людьми, один из греллей-рабов против военных действий и насилия. |            |                                  |            |                |                 |
| 93 | 5          | «По ту сторону»                  | Неизвестно | Неизвестно     | 19 февраля 1999 |
| Молодой учёный изучает функции человеческого мозга с целью помочь людям, находящимся в коме. |            |                                  |            |                |                 |
| 94 | 6          | «Угон»                           | Неизвестно | Неизвестно     | 26 февраля 1999 |
| В далёком 1963 году молодой космонавт, находясь на орбите Земли вступает в контакт с внеземным разумом, не понимая, что произошло. Спустя 40 лет, уже пожилой, он вновь хочет отправиться на орбиту, чтобы окончательно установить контакт с теми огнями, которые его напугали в его первый полёт.                                                            |            |                                  |            |                |                 |
| 95 | 7          | «Человеческие операторы»         | Неизвестно | Неизвестно     | 12 марта 1999   |
| В космосе летает множество космических кораблей с искусственным разумом, вышедших из под контроля людей. Корабли время от времени подлетают друг к другу, чтобы мужчина мог встретится с женщиной для появления ребёнка. Корабли используют людей для ремонта и строго контролируют их.                                                                       |            |                                  |            |                |                 |
| 96 | 8          | «С чистого листа»                | Неизвестно | Неизвестно     | 2 апреля 1999   |
| Мужчина убегает от неизвестных людей и попадает в приют. Он не помнит, кто он и как его зовут. При нём есть маленький чемоданчик с кристаллами, которые он начинает вводить себе в виде инъекций и постепенно обретает память. |            |                                  |            |                |                 |
| 97 | 9          | «Что подумают соседи»            | Неизвестно | Неизвестно     | 23 апреля 1999  |
| Кооперативный дом живёт тихо и мирно, однако его хочет купить некая организация. Все жильцы хотят объединиться против неё. Девушка-инвалид случайно поражается электрическим током и начинает слышать мысли соседей. Поначалу ей хочется подружить всех, но что-то идёт не так.                                                                               |            |                                  |            |                |                 |
| 98 | 10         | «Плащаница»                      | Неизвестно | Неизвестно     | 30 апреля 1999  |
| Религиозные фанатики хотят клонировать Иисуса Христа, взяв образец ДНК с Туринской плащаницы. Мария и её муж пытаются завести ребёнка, однако будущая мать ещё не знает, чью ДНК несёт подсаженная через экстракорпоральное оплодотворение яйцеклетка. |            |                                  |            |                |                 |
| 99 | 11         | «Потрошитель»                    | Неизвестно | Неизвестно     | 7 мая 1999      |
| В конце XIX века по Лондону бродит пришелец, переселяющийся из одного тела в другое. Следующий по его следу Джек невольно оказывается подозреваемым, и его прозывают Джеком-Потрошителем. |            |                                  |            |                |                 |
| 100 | 12         | «Трибунал»                       | Неизвестно | Неизвестно     | 14 мая 1999     |
| Сын бывшего пленника концлагеря Аушвиц пытается добиться справедливости и наказать генерала, который уничтожал людей. Но старик теперь живёт под другим именем и всё отрицает и доказать, что это он, не могут. Появляется незнакомец, который передаёт личные вещи и документы генерала в отличной сохранности, несмотря на прошедшие годы.                  |            |                                  |            |                |                 |
| 101 | 13         | «Переговоры»                     | Неизвестно | Неизвестно     | 21 мая 1999     |
| На нейтральной планете люди встречаются для мирных переговоров с драгами. По стечению обстоятельств послы погибают, чтобы не развязалась война люди приносят себя в жертву. |            |                                  |            |                |                 |
| 102 | 14         | «Деградация»                     | Неизвестно | Неизвестно     | 25 июня 1999    |
| Молодой учёный изучает ген доминирования и агрессии. И чтобы стать более сильным и уверенным, делает себе генетическую коррекцию, которая приводит к пробуждению инстинктов и поведения первобытных людей. |            |                                  |            |                |                 |
| 103 | 15         | «Гавань»                         | Неизвестно | Неизвестно     | 2 июля 1999     |
| Жильцы небоскреба, оснащённого искусственным разумом, пытаются покинуть здание после сбоя электричества. |            |                                  |            |                |                 |
| 104 | 16         | «Дежавю»                         | Неизвестно | Неизвестно     | 9 июля 1999     |
| Учёные проводят эксперимент с перемещением животных, но происходит сбой и один из организаторов оказывается во временной петле. |            |                                  |            |                |                 |
| 105 | 17         | «Наследники»                     | Неизвестно | Неизвестно     | 16 июля 1999    |
| Во время ночной прогулки парню в голову влетает кусочек метеорита, он умирает и воскресает в морге. И он такой оказывается не один. У них есть 6 дней, чтобы добыть нужные материалы и построить машину для выполнения их миссии. |            |                                  |            |                |                 |
| 106 | 18         | «Смысл жизни»                    | Неизвестно | Неизвестно     | 23 июля 1999    |
| Мир живёт по кодексу поведения и контролю чувств. Учёный изобрел вещество, способное вызвать галлюцинации и чувства к "ушедшим" близким людям. За учёным ведётся охота. |            |                                  |            |                |                 |
| 107 | 19         | «Потерпевший крушение»           | Неизвестно | Неизвестно     | 30 июля 1999    |
| Подросток находит в лесу упавший космический корабль с пришельцем. Сначала пропадает собака, затем друг мальчика. Пришелец выдаёт себя не за того, кем является. |            |                                  |            |                |                 |
| 108 | 20         | «Отцы и дети»                    | Неизвестно | Неизвестно     | 6 августа 1999  |
| Отец парня отправляет дедушку в дом престарелых. Внук очень любит своего деда и переживает за него. Во время очередного посещения дедушки парень понимает, что с этим заведением не всё так просто. Старики теряют разум и угасают там. Внук решает во что бы то ни стало спасти деда.                                                                        |            |                                  |            |                |                 |
| 109 | 21         | «Под несчастливой звездой»       | Неизвестно | Неизвестно     | 13 августа 1999 |
| В будущем на Земле идёт подпольная война между людьми и инопланетянами. Девушка является носителем паразита, который делает её кровь очень ядовитой. Она в паре с военным хочет выбраться из нейтрального города, чтобы выиграть войну для человечества. |            |                                  |            |                |                 |
| 110 | 22         | «В следующий раз повезёт больше» | Неизвестно | Неизвестно     | 20 августа 1999 |
| Пришельцы захватывают тела людей и пытаются убедить полицейских, что один из них преступник. Они не могут существовать без тел. И как выясняется в дальнейшем это для них игра среди людей. |            |                                  |            |                |                 |

### Сезон 6 (2000)
| № общий | № в сезоне | Название                      | Режиссёр   | Автор сценария | Дата премьеры   |
| --- | ---------- | ----------------------------- | ---------- | -------------- | --------------- |
| 111 | 1          | «Судный день»                 | Неизвестно | Неизвестно     | 21 января 2000  |
| Осужденный, приговоренный к смертной казне, выбирает участие в программе "Судный день". Сестра погибшей должна выследить преступника и совершить правосудие. Все происходящие транслируется по тв. Но что если, осужденный не виновен?                                   |            |                               |            |                |                 |
| 112 | 2          | «Пистолет»                    | Неизвестно | Неизвестно     | 28 января 2000  |
| Преступник выходит на свободу раньше срока и приобретает незаконно пистолет, что бы расправится с женой. При использовании оружия, пистолет начинает врастать в руку человека.                                                                                           |            |                               |            |                |                 |
| 113 | 3          | «Смена кожи»                  | Неизвестно | Неизвестно     | 4 февраля 2000  |
| Парень получает прибор, который позволяет выглядеть, как другой человек. Но чрезмерное увлечение, проживать жизнь другим человеком, меняет нравственность самого парня.                                                                                                  |            |                               |            |                |                 |
| 114 | 4          | «Высшее предназначение»       | Неизвестно | Неизвестно     | 11 февраля 2000 |
| Экипаж космического корабля, находит опустевший корабль. Людей этого корабля охватило безумие после того, как они сбросили бомбу на планету с живыми существами. |            |                               |            |                |                 |
| 115 | 5          | «Точка разрыва»               | Неизвестно | Неизвестно     | 18 февраля 2000 |
| Изобретатель машины времени отправляется на несколько дней вперед, в будущее и обнаруживает свою жену дома, убитой. Ученый возвращается обратно во времени, чтобы спасти жену.                                                                                           |            |                               |            |                |                 |
| 116 | 6          | «Визионер»                    | Неизвестно | Неизвестно     | 25 февраля 2000 |
| Слепому с детства, преподавателю делают операцию по восстановлению зрения с использованием экспериментального препарата, полученного в космосе.После успешно, прошедшей операции парень начинает видеть не только окружающий мир, но и девушку-существо из другого мира. |            |                               |            |                |                 |
| 117 | 7          | «Семя, несущее зло»           | Неизвестно | Неизвестно     | 3 марта 2000    |
| В маленьком сельском городке людей начала поражать внезапно болезнь в виде быстро растущей опухоли. Всему виной- генные мутации пыльцы растений, на полях известной сельскохозяйственной компании.                                                                       |            |                               |            |                |                 |
| 118 | 8          | «Саймон говорит»              | Неизвестно | Неизвестно     | 10 марта 2000   |
| У ученого погибает в автокатастрофе жена и маленький сын. Изобретатель создает робота с сознанием сына и беззаветно любит его и готов ради него на все. Прощать его ошибки и совершать их самому.                                                                        |            |                               |            |                |                 |
| 119 | 9          | «Анабиоз»                     | Неизвестно | Неизвестно     | 14 апреля 2000  |
| На планете не осталось ресурсов. Избранная элита выживает за счет людей, которые пол жизни проводят в анабиозе. Правящим этого мало, они готовы пожертвовать жизнями людей ради собственного выживания.                                                                  |            |                               |            |                |                 |
| 120 | 10         | «На земле»                    | Неизвестно | Неизвестно     | 21 апреля 2000  |
| Участникам конференции по UFO неожиданно попадает артефакт, доказывающий связь правительства с инопланетными технологиями. |            |                               |            |                |                 |
| 121 | 11         | «Дитя внутри»                 | Неизвестно | Неизвестно     | 28 апреля 2000  |
| Энн пережила сотрясения мозга и клиническую смерть . У девушки появились провалы в памяти, как оказалось ,это время проживала Мари, сиамский близнец Энн. Энн узнает от матери, что ее сиамский близнец погиб до рождения.                                               |            |                               |            |                |                 |
| 122 | 12         | «Сбой»                        | Неизвестно | Неизвестно     | 5 мая 2000      |
| Женатый мужчина обнаруживает, что он не человек, а робот, и является частью военных разработок. Программа ученого, создавшего его, помогает семейной паре стать свободными.                                                                                              |            |                               |            |                |                 |
| 123 | 13         | «Декомпрессия»                | Неизвестно | Неизвестно     | 30 июня 2000    |
| Во время перелета сенатору является посланница из будущего. Она убеждает его покинуть самолет, который загорится при посадке, ради его становления президентом в будущем.                                                                                                |            |                               |            |                |                 |
| 124 | 14         | «Аваддон»                     | Неизвестно | Неизвестно     | 7 июля 2000     |
| Космический корабль подбирает в космосе гроб с военным преступником. В команде происходит разделение, которое приносит всем гибель. |            |                               |            |                |                 |
| 125 | 15         | «Энергосистема»               | Неизвестно | Неизвестно     | 14 июля 2000    |
| Скотт приезжает в городок, где был убит его брат. Общаясь с жителями, Скотт понимает, что с людьми что то не так. |            |                               |            |                |                 |
| 126 | 16         | «Воскрешение»                 | Неизвестно | Неизвестно     | 21 июля 2000    |
| К гастролирующему проповеднику присоединяется мать с сыном, способные на выступлении показывать чудеса левитации и стигматов. Со временем проповедник понимает, что они выдают себя не за тех, кем являются.                                                             |            |                               |            |                |                 |
| 127 | 17         | «Геттисбург»                  | Неизвестно | Неизвестно     | 28 июля 2000    |
| Двое друзей из настоящего переносятся в прошлое, в 1863 при военных действиях северян и южан при Геттисбурге. Они должны выполнить миссию и доказать, что будущее можно изменить и тогда они смогут вернуться в свое время.                                              |            |                               |            |                |                 |
| 128 | 18         | «Кое-что о Гарри»             | Неизвестно | Неизвестно     | 4 августа 2000  |
| В городе появляется пара странных мужчин. Подросток наблюдает за ними и начинает подозревать, что они инопланетяне. В городе начинают пропадать люди. |            |                               |            |                |                 |
| 129 | 19         | «Зиг Заг»                     | Неизвестно | Неизвестно     | 11 августа 2000 |
| Информационная компьютерная система, контролирует жизнь каждого человека с помощью встроенного в ладонь чипа.Парень внедряется в фирму с целью уничтожить систему. |            |                               |            |                |                 |
| 130 | 20         | «Гнездо»                      | Неизвестно | Неизвестно     | 18 августа 2000 |
| В Арктике группа ученых находит в пещере жуков-паразитов, которые размножаются поселяясь внутри человека, вызывают нарушение психики. |            |                               |            |                |                 |
| 131 | 21         | «Последняя апелляция часть 1» | Неизвестно | Неизвестно     | 3 сентября 2000 |
| 132 | 22         | «Последняя апелляция часть 2» | Неизвестно | Неизвестно     | 3 сентября 2000 |

### Сезон 7 (2001—2002)
| № общий | № в сезоне | Название                                     | Режиссёр   | Автор сценария | Дата премьеры    |
| --- | ---------- | -------------------------------------------- | ---------- | -------------- | ---------------- |
| 133 | 1          | «Family values» «Семейные ценности»          | Неизвестно | Неизвестно     | 16 марта 2001    |
| Глава семьи арендует робота, чтобы тот заменял его на время, когда он пропадает на работе. И робот заменил. Совсем. |            |                                              |            |                |                  |
| 134 | 2          | «Patient Zero» «Пациент Номер Ноль»          | Неизвестно | Неизвестно     | 23 марта 2001    |
| В далёком будущем люди вымирают от чумы. Чтобы выжить, в прошлое отсылают агента, который должен уничтожить т. н. «пациента ноль» — изначального разносчика болезни. Но кто ж предполагал, что им окажется женщина, притом красивая?! |            |                                              |            |                |                  |
| 135 | 3          | «A new life» «Новая жизнь»                   | Неизвестно | Неизвестно     | 30 марта 2001    |
| Несколько десятков верующих отправляются жить на новое место. Однако довольно быстро людям становится ясно, что руководители секты — не те, за кого их принимают, а цели их просты и хитроумны… |            |                                              |            |                |                  |
| 136 | 4          | «The surrogate» «Суррогат»                   | Неизвестно | Неизвестно     | 6 апреля 2001    |
| Клэр решила немного подзаработать, выносив чужого ребёнка. Только клинику она выбрала странную: здесь не делают анализов, зато дают какие-то противные таблетки… И, самое странное, у женщин этой клиники дети вообще не рождались. |            |                                              |            |                |                  |
| 137 | 5          | «The vessel» «Сосуд»                         | Неизвестно | Неизвестно     | 13 апреля 2001   |
| При крушении космического челнока выжил самый неподходящий член экипажа — скандальный писатель, ненавидевший всех и вся. Но именно ему выпала роль стать сосудом для инопланетного разума. Уживутся ли они в одном теле? |            |                                              |            |                |                  |
| 138 | 6          | «Mona Lisa» «Мона Лиза»                      | Неизвестно | Неизвестно     | 20 апреля 2001   |
| Ультрасовременный робот-убийца сбегает из военной лаборатории, чтобы не творить зло. Его укрывает женщина, дающая уроки добра. Но власти полны решимости вернуть дорогую игрушку… |            |                                              |            |                |                  |
| 139 | 7          | «Replica» «Копия»                            | Неизвестно | Неизвестно     | 27 апреля 2001   |
| Чтобы спасти перспективную работу по клонированию людей, Нора решает переписать свою память на цифровой носитель. В результате сбоя она впадает в коматозное состояние. Муж Норы, используя её разработки, создаёт клона и снабжает его памятью жены. Но через год Нора неожиданно выходит из комы… |            |                                              |            |                |                  |
| 140 | 8          | «Think like a dinosaur» «Думай как динозавр» | Неизвестно | Неизвестно     | 15 июня 2001     |
| На Луне разумная раса динозавров — таненов — проводит испытания и настройку телепортационной системы, которая поможет землянам покинуть гибнущую планету. Согласно технологии, телепортируемый объект подлежит уничтожению после успешной пересылки, чтобы не создавать двойников. Однако последний сеанс прошёл аварийно: не было получено подтверждение с «той стороны». Оригинал оставлен в живых до прояснения ситуации…                                                            |            |                                              |            |                |                  |
| 141 | 9          | «Alien shop» «Магазин пришельцев»            | Неизвестно | Неизвестно     | 22 июня 2001     |
| Спасаясь от полиции, молодой человек забегает в странную лавку, продающую волшебные товары. Ему достаётся кошелёк, забирающий деньги людей, которых он случайно коснётся рукой. |            |                                              |            |                |                  |
| 142 | 10         | «Worlds within» «Миры внутри»                | Неизвестно | Неизвестно     | 29 июня 2001     |
| Лаборатория некоего института изучает странный объект, обильно излучающий тахионы. В результате исследований оказывается, что объект — маленький мальчик, застрявший в ином измерении. Дилемма: что теперь спасать — перспективный проект или жизнь мальчика из другого измерения? |            |                                              |            |                |                  |
| 143 | 11         | «In the blood» «В крови»                     | Неизвестно | Неизвестно     | 6 июля 2001      |
| Экспериментальный звездолёт отправляется в полёт через «прокол» в пространстве. Чем дальше, тем больше экипаж корабля убеждается в том, что они оказались внутри живого организма… |            |                                              |            |                |                  |
| 144 | 12         | «Flower child» «Дитя цветка»                 | Неизвестно | Неизвестно     | 21 июля 2001     |
| На Землю попадает инопланетное существо, внешне похожее на чудесный цветок. Для размножения ему нужен организм с особым геном. А сам процесс поиска очень сильно напоминает поедание избранника… |            |                                              |            |                |                  |
| 145 | 13         | «Free spirit» «Свободный дух»                | Неизвестно | Неизвестно     | 28 июля 2001     |
| Когда-то он стал жертвой незаконного эксперимента по отделению духа от тела. Теперь он хочет отомстить всем его вдохновителям… |            |                                              |            |                |                  |
| 146 | 14         | «Mind reacher» «Усилитель разума»            | Неизвестно | Неизвестно     | 4 августа 2001   |
| Учёные разработали устройство, позволяющее заглянуть в сознание другого человека. Они применяют его на душевнобольных. Но удастся ли спасти разум исследователя от демонов, обитающих в разуме больного? |            |                                              |            |                |                  |
| 147 | 15         | «Time to time» «Иное время»                  | Неизвестно | Неизвестно     | 11 августа 2001  |
| Сможет ли человек пожертвовать своим близким, чтобы спасти сотни жизней незнакомых людей? Эта дилемма встаёт перед женщиной, которую перенесли в будущее за секунду до смерти. |            |                                              |            |                |                  |
| 148 | 16         | «Abduction» «Похищение»                      | Неизвестно | Неизвестно     | 18 августа 2001  |
| Инопланетяне похищают группу подростков и сообщают им, что они должны выбрать того, кто умрёт через 5 часов. В противном случае умрут все. |            |                                              |            |                |                  |
| 149 | 17         | «Rule of law» «Норма права»                  | Неизвестно | Неизвестно     | 25 августа 2001  |
| На далёкой планете Дедал, где сосуществуют сразу несколько рас, произошло чрезвычайное происшествие — погибли трое землян, которые собирали в лесу редкие минералы. Убийца — инопланетянин из расы медузиан. С Земли на Дедал отправляется судья Джошуа Финч, чтобы вершить правосудие. Однако на Дедале никогда не существовало судебной системы. |            |                                              |            |                |                  |
| 150 | 18         | «Lion’s den» «Логово львов»                  | Неизвестно | Неизвестно     | 8 сентября 2001  |
| Тренер по борьбе Питер Шортвелл был когда-то настоящим призовым борцом. Но ещё в школе он потерял надежды стать олимпийским чемпионом, получив травму колена. В то время как его лучший друг Джон продолжал идти к вершинам спортивной карьеры, Питер стал всего лишь тренером команды «Львов», школьной команды по борьбе. Но дела его идут неважно: «Львы» плетутся в конце турнирной таблицы чемпионата, а Моррис, сын Питера, постоянно сетует отцу на то, что команда проигрывает. |            |                                              |            |                |                  |
| 151 | 19         | «The tipping point» «Точка сброса»           | Неизвестно | Неизвестно     | 15 сентября 2001 |
| Хакер Зак, на счету которого взлом компьютеров Пентагона, нанимается в компанию по информационным технологиям. Там по непонятной причине начали исчезать программисты, которые работали над новым секретным проектом. При этом у каждого была своя маленькая задача, но как только программист пытался выяснить, в чём же состоит целое задание, он исчезал. |            |                                              |            |                |                  |
| 152 | 20         | «Dark child» «Тёмное дитя»                   | Неизвестно | Неизвестно     | 4 января 2002    |
| Мать-одиночка Лора Синклэйр — женщина с тёмным прошлым. Семнадцать лет назад она была похищена инопланетянами, во что никто не верит. Теперь воспоминания о прошлом неожиданно оживают, когда Лора знакомится с новым учителем своей дочери Маркусом Феллоусом, который, как кажется Лоре, положительно влияет на девочку. Женщина постепенно вспоминает, что уже видела Маркуса на том корабле, куда её доставили похитители…                                                          |            |                                              |            |                |                  |
| 153 | 21         | «The human factor» «Человеческий фактор»     | Неизвестно | Неизвестно     | 11 января 2002   |
| Когда-то давно боевые звёздные корабли взбунтовались и уничтожили свои экипажи, оставив только одного человека для ремонта. Когда он слишком хорошо изучал корабль, его уничтожали, присылая для замены более молодого человека. Но порочный круг разорвался, когда молодой парень, чей отец погиб, пытаясь повредить корабль, встретил молодую женщину, с которой захотел провести всё оставшееся время.                                                                               |            |                                              |            |                |                  |
| 154 | 22         | «Human trials» «Испытания на человечность»   | Неизвестно | Неизвестно     | 18 января 2002   |
| Капитан Келвин Пархерст стал лучшим бойцом в нескольких серьёзных военных миссиях. Теперь он готов пройти самый жёсткий тест в своей жизни, чтобы стать лучшим из лучших. Наряду с тремя другими лучшими военными он был приглашён на военную базу на далёкой планете, чтобы участвовать в конкурсе за место в самой опасной одиночной военной операции… |            |                                              |            |                |                  |